# Indigofera stachyodes
Indigofera stachyodes är en ärtväxtart som beskrevs av John Lindley. Indigofera stachyodes ingår i släktet indigosläktet, och familjen ärtväxter. Inga underarter finns listade i Catalogue of Life.